# Shira Rishony
Shira Rishony (n. 21 februarie 1991, Holon, Israel) este o sportivă ce a reprezentat Israel, medaliată olimpică. A participat la 2 ediții ale Jocurilor Olimpice (2016, 2020) în care a câștigat o medalie de bronz.